# Hot (Avril Lavigne)
"Hot" is de derde single van Avril Lavigne's derde studioalbum The Best Damn Thing en is geproduceerd door Lukasz "Dr. Luke" Gottwald. Ze trad met dit nummer op tijdens de MTV Europe Music Awards.

## Tracklist
Japanse & Australische cd-single
1. "Hot"
2. "When You're Gone" (Akoestische versie)
3. "Girlfriend" (Dr. Luke Remix) (met Lil' Mama)

VK/NL cd-single
1. "Hot"
2. "I Can Do Better" (Akoestisch)

## Videoclip
In het begin stapt Lavigne uit een auto met paparazzi en fans om haar heen en loopt een gebouw in. Ze gaat naar de verkleedkamer waar ze zich klaar maakt voor de show, dat ook te zien is. Aan het einde vertrekt Lavigne in dezelfde auto.